# Saison 2012-2013 des Bulls de Chicago
La saison 2012-2013 des Bulls de Chicago est la 47e saison de basket-ball de la franchise américaine de la National Basketball Association (généralement désignée par le sigle NBA).
Derrick Rose a raté toute la saison pour se rétablir de sa déchirure des ligaments croisés du genou. Malgré son absence, les Bulls ont quand même obtenu un bilan de 45-37 en accrochant la 5e place de la conférence Est. Durant la saison, ils ont mis fin à une série de 27 victoires du champion en titre, le Heat de Miami, et une série de 13 victoires des Knicks de New York. Dans les playoffs, après avoir battu les Nets de Brooklyn dans une série de sept matchs au premier tour, les Bulls ont été éliminés en demi-finale par le Heat en cinq matchs.

## Draft
| Tour | Choix | Joueur         | Poste  | Provenance |
| ---- | ----- | -------------- | ------ | ---------- |
| 1    | 29    | Marquis Teague | Meneur | Kentucky   |

## Classements de la saison régulière
| Conférence Est | Conférence Est         | Conférence Est | Conférence Est | Conférence Est | Conférence Est |  |
| No             | Franchise              | Vic.           | Déf.           | % V/D          | RV             |  |
| -------------- | ---------------------- | -------------- | -------------- | -------------- | -------------- |  |
| 1              | Heat de Miami          | 66             | 16             | 80,49 %        | -              |  |
| 2              | Knicks de New York     | 54             | 28             | 65,85 %        | 12.0           |  |
| 3              | Pacers de l'Indiana    | 49             | 32             | 60,49 %        | 16.5           |  |
| 4              | Nets de Brooklyn       | 49             | 33             | 59,76 %        | 17.0           |  |
| 5              | Bulls de Chicago       | 45             | 37             | 54,88 %        | 21.0           |  |
| 6              | Hawks d'Atlanta        | 44             | 38             | 53,66 %        | 22.0           |  |
| 7              | Celtics de Boston      | 41             | 40             | 50,62 %        | 24.5           |  |
| 8              | Bucks de Milwaukee     | 38             | 44             | 46,34 %        | 28.0           |  |
|                |                        |                |                |                |                |  |
| 9              | 76ers de Philadelphie  | 34             | 48             | 41,46 %        | 32.0           |  |
| 10             | Raptors de Toronto     | 34             | 48             | 41,46 %        | 32.0           |  |
| 11             | Pistons de Détroit     | 29             | 53             | 35,37 %        | 37.0           |  |
| 12             | Wizards de Washington  | 29             | 53             | 35,37 %        | 37.0           |  |
| 13             | Cavaliers de Cleveland | 24             | 58             | 29,27 %        | 42.0           |  |
| 14             | Bobcats de Charlotte   | 21             | 61             | 25,61 %        | 45.0           |  |
| 15             | Magic d'Orlando        | 20             | 62             | 24,39 %        | 46.0           |  |

| Division Centrale      | V  | D  | PCT     | GB   | Dom   | Ext   | Div  | Conf  |
| ---------------------- | -- | -- | ------- | ---- | ----- | ----- | ---- | ----- |
| Pacers de l'Indiana    | 49 | 32 | 60,49 % | -    | 30-11 | 19-21 | 13-3 | 31-20 |
| Bulls de Chicago       | 45 | 37 | 54,88 % | 04.5 | 24-17 | 21-20 | 9-7  | 34-18 |
| Bucks de Milwaukee     | 38 | 44 | 46,34 % | 11.5 | 21-20 | 17-24 | 7-9  | 24-28 |
| Pistons de Détroit     | 29 | 53 | 35,37 % | 20.5 | 18-23 | 11-30 | 8-8  | 25-27 |
| Cavaliers de Cleveland | 24 | 58 | 29,27 % | 25.5 | 14-27 | 10-31 | 3-13 | 18-34 |

## Effectif
| Poste       | Numéro | Joueur              |
| ----------- | ------ | ------------------- |
| Arrière     | 8      | Marco Belinelli     |
| Ailier Fort | 5      | Carlos Boozer       |
| Arrière     | 21     | Jimmy Butler        |
| Ailier      | 9      | Luol Deng           |
| Ailier Fort | 22     | Taj Gibson          |
| Arrière     | 32     | Richard Hamilton    |
| Meneur      | 12     | Kirk Hinrich        |
| Pivot       | 48     | Nazr Mohammed       |
| Pivot       | 13     | Joakim Noah         |
| Pivot       | 77     | Vladimir Radmanović |
| Meneur      | 2      | Nate Robinson       |
| Meneur      | 1      | Derrick Rose        |
| Meneur      | 25     | Marquis Teague      |

## Statistiques

### Saison régulière
| Joueur              | MJ | MC | MPG  | FG%  | 3P%  | FT%  | RPG  | APG | SPG  | BPG  | PPG  |
| ------------------- | -- | -- | ---- | ---- | ---- | ---- | ---- | --- | ---- | ---- | ---- |
| Louis Amundson      | 1  | 0  | 2.0  | .000 | .000 | .000 | 1.0  | 0.0 | 0.0  | 0.0  | 0.0  |
| Marco Belinelli     | 73 | 27 | 25.8 | .395 | .357 | .839 | 1.9  | 2.0 | 0.60 | 0.08 | 9.6  |
| Carlos Boozer       | 79 | 79 | 32.2 | .477 | .000 | .731 | 9.8  | 2.3 | 0.84 | 0.35 | 16.2 |
| Jimmy Butler        | 82 | 20 | 26.0 | .467 | .381 | .803 | 4.0  | 1.4 | 0.95 | 0.38 | 8.5  |
| Daequan Cook        | 33 | 0  | 8.4  | .278 | .246 | .778 | 1.3  | 0.3 | 0.06 | 0.15 | 2.5  |
| Luol Deng           | 75 | 75 | 38.7 | .426 | .322 | .816 | 6.3  | 3.0 | 1.08 | 0.43 | 16.5 |
| Taj Gibson          | 65 | 5  | 22.4 | .485 | .000 | .679 | 5.3  | 0.9 | 0.42 | 1.38 | 8.0  |
| Richard Hamilton    | 50 | 45 | 21.8 | .429 | .308 | .857 | 1.7  | 2.4 | 0.48 | 0.10 | 9.8  |
| Kirk Hinrich        | 60 | 60 | 29.4 | .377 | .390 | .714 | 2.6  | 5.2 | 1.05 | 0.42 | 7.7  |
| Nazr Mohammed       | 63 | 12 | 11.0 | .367 | .000 | .723 | 3.1  | 0.4 | 0.33 | 0.51 | 2.6  |
| Joakim Noah         | 66 | 64 | 36.8 | .481 | .000 | .751 | 11.1 | 4.0 | 1.18 | 2.14 | 11.9 |
| Vladimir Radmanovic | 25 | 0  | 5.8  | .302 | .185 | .667 | 1.1  | 0.3 | 0.32 | 0.16 | 1.3  |
| Nate Robinson       | 82 | 23 | 25.4 | .433 | .405 | .799 | 2.2  | 4.4 | 1.04 | 0.12 | 13.1 |
| Derrick Rose        | 0  | 0  | 00.0 | .000 | .000 | .000 | 0.0  | 0.0 | 0.0  | 0.0  | 0.0  |
| Marquis Teague      | 48 | 0  | 8.2  | .381 | .174 | .563 | 0.9  | 1.3 | 0.19 | 0.15 | 2.1  |
| Malcolm Thomas      | 7  | 0  | 5.1  | .556 | .000 | .500 | 1.6  | 0.3 | 0.29 | 0.14 | 1.7  |

### Playoffs
| Joueur              | MJ | MC | MPG  | FG%   | 3P%   | FT%  | RPG | APG | SPG | BPG | PPG  |
| ------------------- | -- | -- | ---- | ----- | ----- | ---- | --- | --- | --- | --- | ---- |
| Marco Belinelli     | 12 | 7  | 27.1 | .411  | .340  | .879 | 2.9 | 2.6 | 0.4 | 0.0 | 11.1 |
| Carlos Boozer       | 12 | 12 | 35.9 | .494  | .000  | .689 | 9.6 | 1.5 | 0.8 | 0.1 | 16.4 |
| Jimmy Butler        | 12 | 12 | 40.8 | .435  | .405  | .818 | 5.2 | 2.7 | 1.3 | 0.5 | 13.3 |
| Daequan Cook        | 6  | 0  | 6.0  | .100  | .125  |      | 0.5 | 0.7 | 0.2 | 0.0 | 0.5  |
| Luol Deng           | 5  | 5  | 44.8 | .381  | .056  | .400 | 7.6 | 3.8 | 1.0 | 0.6 | 13.8 |
| Taj Gibson          | 12 | 0  | 17.2 | .470  | .000  | .727 | 3.0 | 0.3 | 0.3 | 0.5 | 6.5  |
| Richard Hamilton    | 4  | 0  | 17.0 | .370  | .429  | .750 | 0.8 | 1.3 | 0.3 | 0.5 | 6.5  |
| Kirk Hinrich        | 4  | 4  | 40.5 | .432  | .364  | .643 | 2.8 | 5.8 | 2.0 | 0.3 | 11.3 |
| Nazr Mohammed       | 12 | 0  | 9.5  | .512  |       | .571 | 2.7 | 0.3 | 0.2 | 0.6 | 3.8  |
| Joakim Noah         | 12 | 12 | 34.1 | .437  |       | .641 | 9.6 | 2.3 | 0.8 | 2.2 | 10.8 |
| Vladimir Radmanović | 1  | 0  | 10.0 | 1.000 | 1.000 |      | 0.0 | 1.0 | 2.0 | 0.0 | 9.0  |
| Nate Robinson       | 12 | 8  | 33.7 | .436  | .338  | .756 | 2.7 | 4.4 | 1.0 | 0.2 | 16.3 |
| Marquis Teague      | 8  | 0  | 9.0  | .294  | .000  |      | 0.4 | 1.5 | 0.3 | 0.1 | 1.3  |
| Malcolm Thomas      | 3  | 0  | 2.0  | .500  |       | .200 | 1.3 | 0.0 | 0.0 | 0.0 | 1.0  |

## Récompenses
| Semaine                 | Joueur              | Ref.  |
| ----------------------- | ------------------- | ----- |
| 14 janvier - 20 janvier | Carlos Boozer (1/1) | [ 2 ] |
| 28 février - 3 mars     | Nate Robinson (1/1) | [ 3 ] |

| Mois    | Entraîneur    | Ref.  |
| ------- | ------------- | ----- |
| Janvier | Tom Thibodeau | [ 4 ] |

### All-Star
- Joakim Noah fait sa première apparition au NBA All-Star Game 2013 à Houston.
- Luol Deng est nommé All-Star pour la seconde année consécutive.

## Transactions

### Échanges
| 16 juillet | Vers les Bulls de ChicagoCompensation financière | Vers les Hawks d'AtlantaKyle Korver |

### Agents libres
| Arrivées            | Arrivées             | Arrivées                       |
| Joueur              | Date de la signature | Ancienne équipe                |
| ------------------- | -------------------- | ------------------------------ |
| Vladimir Radmanović | 19 juillet           | Hawks d'Atlanta                |
| Kirk Hinrich        | 23 juillet           | Hawks d'Atlanta                |
| Marco Belinelli     | 24 juillet           | Hornets de La Nouvelle-Orléans |
| Nazr Mohammed       | 27 juillet           | Thunder d'Oklahoma City        |
| Nate Robinson       | 1er août             | Warriors de Golden State       |
| Daequan Cook        | 4 janvier            | Rockets de Houston             |
| Malcolm Thomas      | 19 mars              | Warriors de Golden State       |

| Départs        | Départs          | Départs            |
| Joueur         | Raison du départ | Nouvelle équipe    |
| -------------- | ---------------- | ------------------ |
| Ronnie Brewer  | Libéré           | Knicks de New York |
| John Lucas III | Agent libre      | Raptors de Toronto |
| C. J. Watson   | Libéré           | Nets de Brooklyn   |
| Ömer Aşık      | Agent libre      | Rockets de Houston |